# 2004年夏季奥林匹克运动会跆拳道比赛
2004年夏季奥林匹克运动会跆拳道比赛，共有124位选手角逐8枚金牌。比赛分为几个不同的重量级别，分男子和女子分别举行。

## 奖牌榜

### 各国奖牌榜
*   主办国家/地区（希腊）
| 排名                      | 国家 / 地区               | 金牌 | 銀牌 | 銅牌 | 总计 |
| ------------------------- | ------------------------- | ---- | ---- | ---- | ---- |
| 1                         | 中华台北（TPE）           | 2    | 1    | 0    | 3    |
| 2                         | 韩国（KOR）               | 2    | 0    | 2    | 4    |
| 3                         | 中国（CHN）               | 2    | 0    | 0    | 2    |
| 4                         | 美国（USA）               | 1    | 1    | 0    | 2    |
| 5                         | 伊朗（IRI）               | 1    | 0    | 1    | 2    |
| 6                         | 希腊（GRE）*              | 0    | 2    | 0    | 2    |
| 7                         | 法国（FRA）               | 0    | 1    | 1    | 2    |
| 7                         | 墨西哥（MEX）             | 0    | 1    | 1    | 2    |
| 9                         | 古巴（CUB）               | 0    | 1    | 0    | 1    |
| 9                         | 土耳其（TUR）             | 0    | 1    | 0    | 1    |
| 11                        | 埃及（EGY）               | 0    | 0    | 1    | 1    |
| 11                        | 泰国（THA）               | 0    | 0    | 1    | 1    |
| 11                        | 委内瑞拉（VEN）           | 0    | 0    | 1    | 1    |
| 总计（共13个国家 / 地区） | 总计（共13个国家 / 地区） | 8    | 8    | 8    | 24   |

## 各項結果

### 男子
| 项目                          | 金牌                        | 银牌                                  | 铜牌                        |
| 羽量級（58公斤） （詳細）     | 朱木炎 · 中华台北（TPE）    | 奥斯卡·萨拉萨尔 · 墨西哥（MEX）       | Tamer Bayoumi · 埃及（EGY） |
| 輕量級（68公斤） （詳細）     | Hadi Saei · 伊朗（IRI）     | 黃志雄 · 中华台北（TPE）              | 宋明燮 · 韩国（KOR）        |
| 中量級（80公斤） （詳細）     | 史蒂文·洛佩斯 · 美国（USA） | 巴赫里·坦勒库卢 · 土耳其（TUR）       | Yousef Karami · 伊朗（IRI） |
| 重量級（80公斤以上） （詳細） | 文大成 · 韩国（KOR）        | 亚历山德罗斯·尼古拉迪斯 · 希腊（GRE） | 帕斯卡尔·让蒂 · 法国（FRA） |

### 女子
| 项目                          | 金牌                     | 银牌                              | 铜牌                               |
| 羽量級（49公斤） （詳細）     | 陳詩欣 · 中华台北（TPE） | Yanelis Labrada · 古巴（CUB）     | Yaowapa Boorapolchai · 泰国（THA） |
| 輕量級（57公斤） （詳細）     | 张知媛 · 韩国（KOR）     | 尼娅·阿卜杜拉 · 美国（USA）       | 伊里迪娅·萨拉萨尔 · 墨西哥（MEX）  |
| 中量級（67公斤） （詳細）     | 羅微 · 中国（CHN）       | Elisavet Mystakidou · 希腊（GRE） | 黃敬善 · 韩国（KOR）               |
| 重量級（67公斤以上） （詳細） | 陳中 · 中国（CHN）       | Myriam Baverel · 法国（FRA）      | Adriana Carmona · 委内瑞拉（VEN）  |

## 參賽代表團
來自60個國家或地區，共計124名選手參與本次跆拳道賽事。
| - 阿根廷（2） - （4） - 奥地利（2） - 阿塞拜疆（2） - 比利时（1） - 波斯尼亚和黑塞哥维那（1） - 巴西（3） - 加拿大（2） - 中非共和国（1） - 中国（2） - 哥伦比亚（3） - 哥斯达黎加（1） - 科特迪瓦（1） - 克罗地亚（2） - 古巴（1） | - 丹麦（2） - （1） - 埃及（4） - 芬兰（1） - 法国（4） - 英国（4） - 希腊（4） - 危地马拉（3） - 海地（1） - 印度尼西亚（2） - 伊朗（2） - 伊拉克（1） - 以色列（1） - 意大利（3） - 日本（1） | - 约旦（2） - （2） - 莱索托（1） - 利比亚（1） - 马来西亚（1） - 墨西哥（3） - 摩洛哥（3） - 尼泊尔（1） - 荷兰（2） - 新西兰（1） - 尼日利亚（3） - 挪威（1） - 菲律宾（3） - 波兰（1） - 波多黎各（1） | - 俄罗斯（2） - 南非（1） - 韩国（4） - 西班牙（4） - 中华台北（4） - 泰国（4） - 特立尼达和多巴哥（1） - 突尼斯（3） - 土耳其（1） - 乌克兰（1） - 美国（2） - （2） - 委内瑞拉（4） - 越南（2） - 也门（1） |